# Теуантепек (затока)
Теуантепе́к (ісп. Tehuantepec) — відкрита затока Тихого океану біля південних берегів Мексики, в районі перешийка Теуантепека. Довжина близько 110 км, ширина біля входу близько 450 км. Переважають глибини до 200 м, найбільша — до 2 000 м (у західній частині). Припливи півдобові, їх величина до 2,6 м. Головний морський порт — Саліна-Крус.